# Caspar Zeitlinger (Personen)
Caspar Zeitlinger war der Name mehrerer Sensenschmiedmeister der Familie Zeitlinger, die zu verschiedenen Zeiten, teilweise auch gleichzeitig, verschiedene Sensenwerke betrieben. Meist wird mit Caspar Zeitlinger der 1798 geborene „Grad“ bezeichnet, Verwechslungen kommen jedoch sowohl in zeitgenössischer als auch in aktueller Literatur vor. Häufig waren zudem beide Schreibweisen „Caspar“ und „Kaspar“ üblich. Oft ist eine eindeutige Zuordnung nur aufgrund der Geburtsdaten und der betriebenen Werkstätten möglich:

## Caspar Jakob Zeitlinger (1734–1799)
1. Caspar Jakob Zeitlinger (* 24. Juli 1734; † 12. Oktober 1799), Sohn des Sensengewerken Johann Georg Zeitlinger und der Maria Elisabeth Zeitlinger geb. Plumauer, wurde 1762 Besitznachfolger seines Vaters auf der Sensenschmiede Schmiedleithen in Leonstein.

## Caspar Zeitlinger (* 1776)
2. Caspar Zeitlinger (* 22. Oktober 1776), Sohn des Sensengewerken Caspar Jakob Zeitlinger (1.) und der Sensengewerkenstochter Eva Susanna Zeitlinger geb. Kaltenbrunner, war 1820 Werkführer der Sensenschmiede am Furth in Leonstein.

## Caspar Zeitlinger (1798–1866)
3. Caspar Zeitlinger, der „Grad“ (* 4. Jänner 1798; † 22. Februar 1866), Sohn des Sensengewerken an der Zinne Franz Serafin Zeitlinger und der Sensengewerkenstochter Theresia Maria Zeitlinger geb. Weinmeister, übernahm 1826 die Sensenschmieden am Gries und Steinhub von seinem Schwiegervater, erwarb später die Sensenschmieden am Stein und am Dürnbach (Helmlwerk) und war kurzzeitig Besitzer der Sensenschmiede am Graben in Klaus.

## Caspar Melchior Balthasar David Zeitlinger (1800–1866)
4. Caspar Melchior Balthasar David Zeitlinger (* 30. Dezember 1800; † 12. Februar 1866), Sohn des Sensengewerken Franz Zeitlinger und der Josefa Helena Zeitlinger geb. Mandl, wurde 1827 Besitznachfolger seines Vaters auf der Sensenschmiede Strub bei Molln.

## Caspar Melchior Balthasar Zeitlinger (1830–1898)
5. Caspar Melchior Balthasar Zeitlinger (* 6. Jänner 1830; † 2. November 1898), Sohn des Sensengewerken Johann Michael Zeitlinger und der Sensengewerkenstochter Maria Theresia Zeitlinger geb. Kaltenbrunner, wurde 1860 Besitznachfolgers seines Vaters auf der Sensenschmiede Blumau bei Kirchdorf.

## Caspar Zeitlinger (1838–1871)
6. Caspar Zeitlinger (* 1. Juli 1838; † 23. April 1871), Sohn des Sensengewerken Caspar Zeitlinger (3.) und der Sensengewerkenstochter Josepha Theresia Zeitlinger geb. Stainhuber, wurde 1867 Besitznachfolger seines Vaters auf der Sensenschmiede am Stein in Micheldorf.

## Caspar Serafin Zeitlinger (1862–1912)
7. Caspar Serafin Zeitlinger (* 27. Dezember 1862, † 25. Juni 1912), Sohn des Sensengewerken Franz Zeitlinger und der Sensengewerkenstochter Juliane Zeitlinger geb. Zeitlinger, wurde 1899 Besitznachfolger seines Vaters auf der Sensenschmiede am Gries in Micheldorf.

## Caspar Zeitlinger (1865–1951)
8. Caspar Zeitlinger (* 21. März 1865; † 7. Dezember 1951), Sohn des Sensengewerken Caspar Melchior Balthasar Zeitlinger (5.) und der Sensengewerkenstochter Theresia Zeitlinger geb. Weinmeister, war Mitbesitzer der Sensenschmiede Blumau bei Kirchdorf.